# Радање
Радање (мкд. Радање) је насеље у Северној Македонији, у источном делу државе. Радање је село у саставу општине Карбинци.

## Географија
Радање је смештено у источном делу Северне Македоније. Од најближег града, Штипа, насеље је удаљено 10 km североисточно.
Насеље Радање се налази у историјској области Овче поље. Насеље је положено у долини реке Брегалнице, на левој обали реке. Југоисточно од насеља уздиже се побрђе Јуруклук, најнижи део планине Плачковице ка истоку. Надморска висина насеља је приближно 370 метара.
Месна клима је блажи облик континенталне због близине Егејског мора (жарка лета).

## Становништво
Радање је према последњем попису из 2002. године имало 471 становника.
Већинско становништво су етнички Македонци (68%), а мањине су Турци (25%) и Цинцари (7%). Турци су били већинско становништво насеља до почетка 20. века, а потом су се спонтано иселили у матицу.
Претежна вероисповест месног становништва је православље.